# فريدريش كارل فون شونبورن
فريدريش كارل فون شونبورن (بالألمانية: Friedrich Karl von Schönborn-Buchheim)‏ (و. 1674 – 1746 م) هو قسيس، وكاهن كاثوليكي ألماني، ولد في ماينتس، توفي في فورتسبورغ، عن عمر يناهز 72 عاماً.

## معرض صور

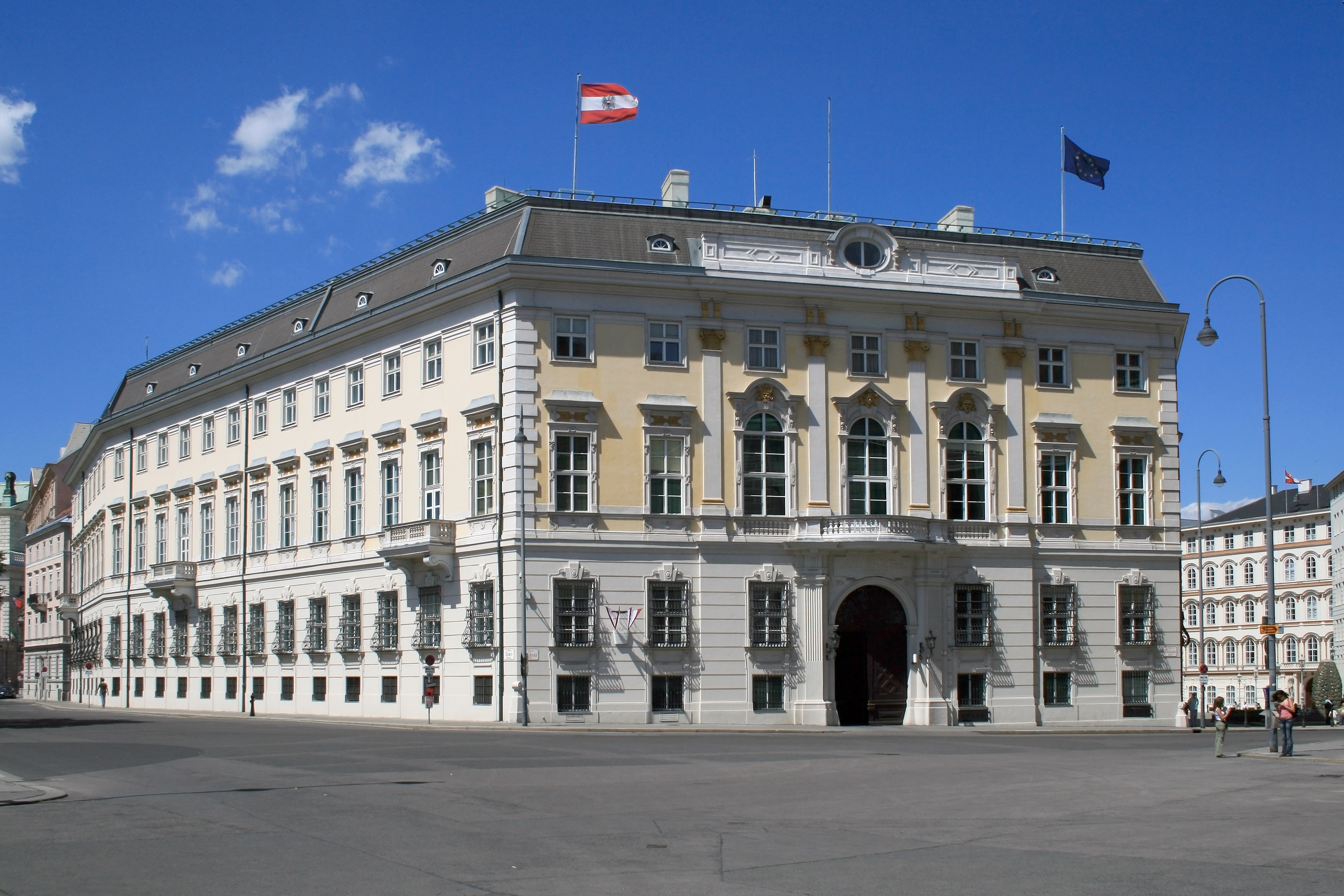
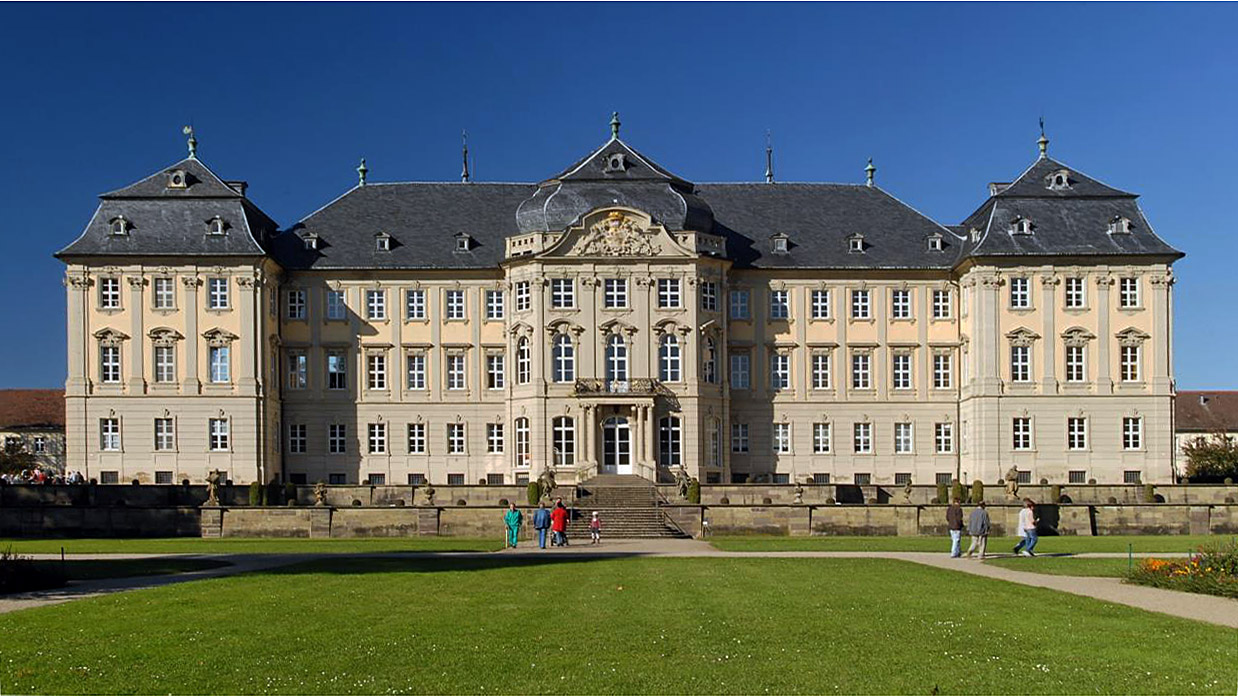
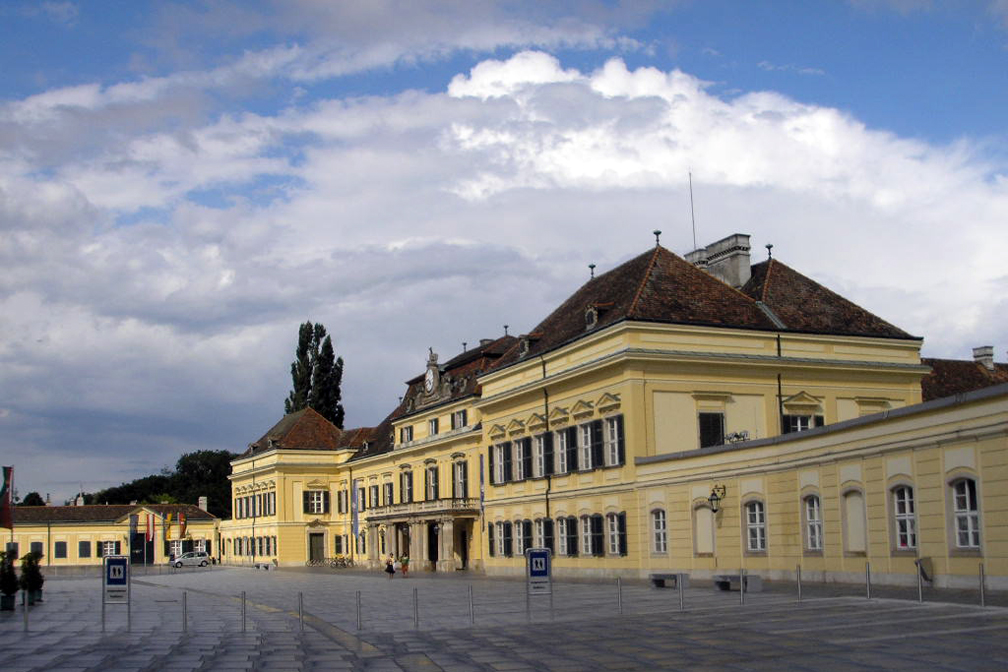
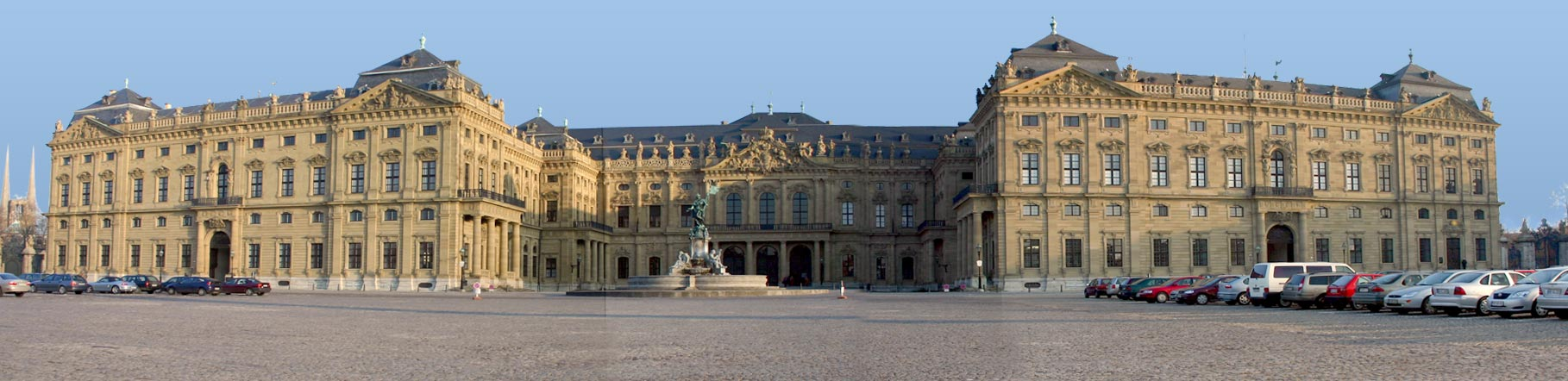
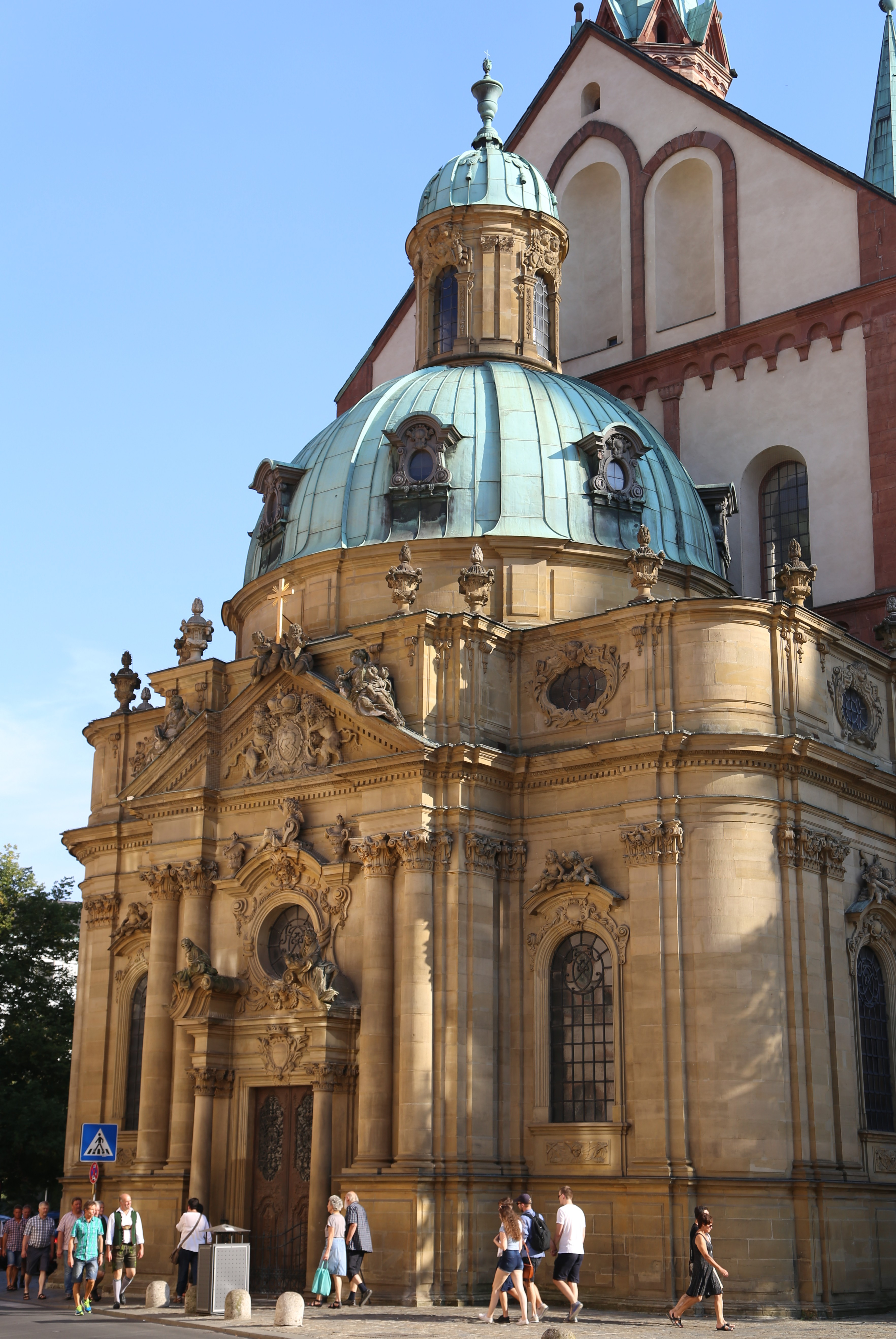
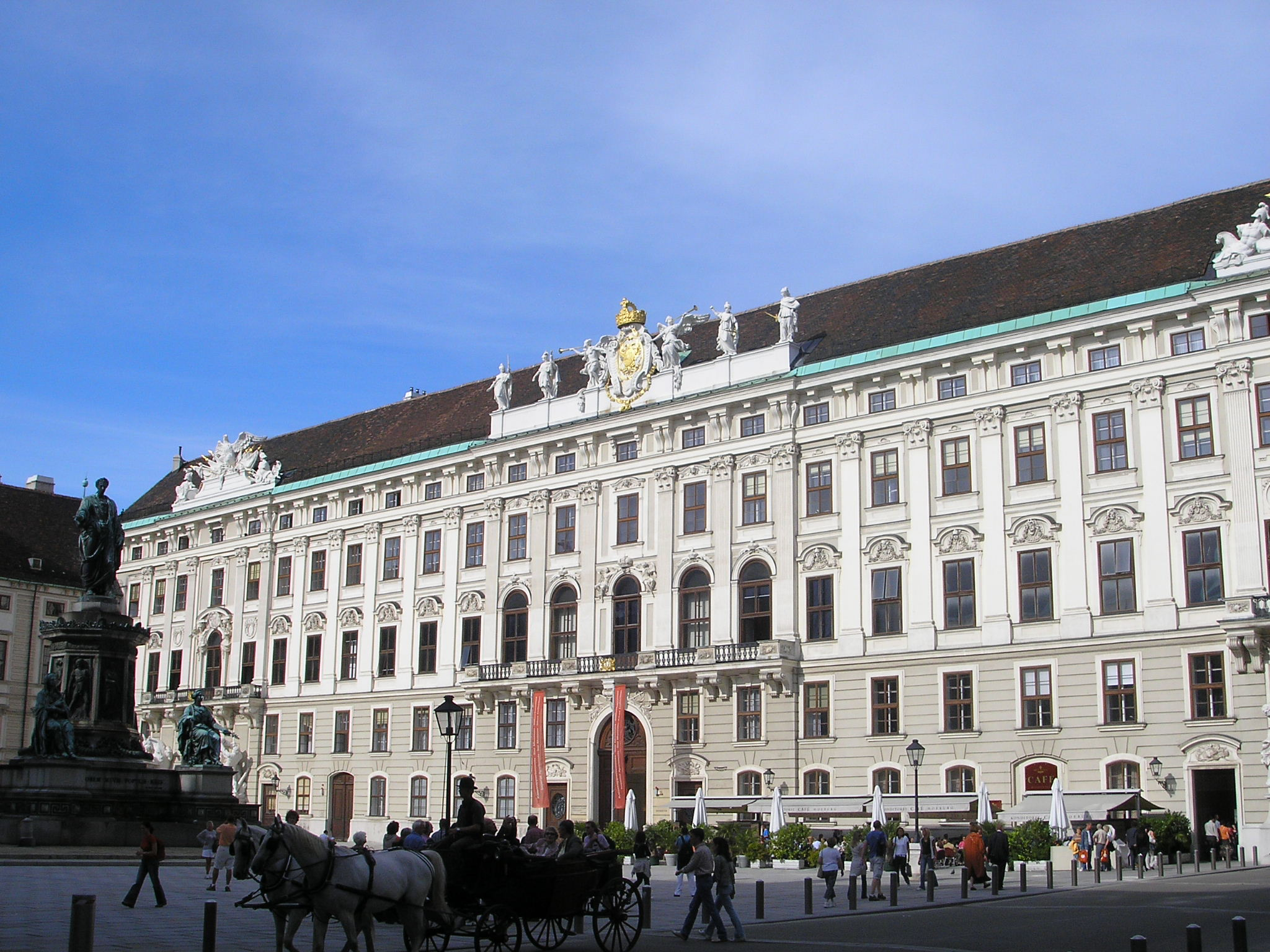

## مناصب
تولى منصب الأمير الأسقف
- أسقف كاثوليكي.